# Adalbert Marković
Adalbert Marković (Zagreb, 19. veljače 1929. – Zagreb, 5. siječnja 2010.) bio je hrvatski skladatelj i dirigent.

## Životopis
Rodio se i školovao u Zagrebu, a studij kompozicije završio je 1959. godine kod L. M. Škerjanca na Akademiji za glazbu u Ljubljani. Od 1954. godine radi u Zagrebu kao srednjoškolski nastavnik, a od 1957. do 1961. glazbeni je urednik Radio Zagreba.  Od 1961. do 1972. profesor je u Muzičkoj školi Pavao Markovc, a od 1972. do 1978. godine na Pedagoškoj akademiji u Zagrebu.Od 1978. do 1999. godine radi kao docent, a potom redovni profesor i pročelnik Odsjeka za glazbenu kulturu na Muzičkoj akademiji u Zagrebu. Od 1985. do 2003. radi kao profesor na Pedagoškom fakultetu u Osijeku.
Bogata je njegova karijera kao voditelja amaterskih pjevačkih zborova koje vodi od 1945. godine. Između ostalog od 1961. – 71. godine bio je dirigent Studentskoga kulturno-umjetničkog društva „Ivan Goran Kovačić“ u Zagrebu.
Od 1965. godine društveno je aktivan. Tako je od 1967. do 1979. bio tajnik Hrvatskog društva skladatelja, a u više navrata bio je i predsjednik društva. Od 1979. do 1990. godine umjetnički je voditelj Dana hrvatske glazbe.
Bio je v. d. generalnog sekretara i predsjednika Odbora za zaštitu autorskih prava SOKOJ–a te predsjednik Udruženja muzičkih pedagoga Hrvatske. 
Posebno se bavio zaštitom autorskog prava, društvenim priznanjem statusa skladatelja te promicanjem hrvatskoga glazbenog stvaralaštva u zemlji i inozemstvu.
Prema navodima HDS-a, njegova uloga posebno je značajna radi uspešnog pribavljanja baze podataka hrvatskih autora iz bivšeg saveznog društva u Beogradu, čime je udaren temelj zaštite autorskih glazbenih prava u Hrvatskoj.
Prvi Glazbeni memorijal „Adalbert Marković“ održan je 2011. godine u organizaciji TO Gaj iz Zagreba, u znak zahvalnosti skladatelju, velikanu koncertne tamburaške glazbe, ali i hrvatske glazbe općenito. Zahvaljujući njegovim skladbama literatura za tamburaške orkestre dostigla je zavidnu umjetničku razinu. Cilj glazbenog memorijala je pokazati tamburu kao koncertno glazbalo, a tamburaški orkestar kao pandan simfonijskom orkestru te afirmirati koncertnu ozbiljnu tamburašku glazbu.

## Djela
Skladateljev opus čini više od pet stotina objavljenih i izvođenih djela različitih oblika i vrsta. Pisao je skladbe od početničkih etida za solo bisernicu, bezbrojnih skladbi za zborove, do velikih djela poput oratorija, ali većinu djela čine skladbe pisane za komorne sastave, tamburaške orkestre i vokalno-instrumentalne sastave.
Svoje djelo gradi na elementima narodnog izraza raznih hrvatskih folklornih područja. Pritom glazbalo tamburu i tamburašku glazbu izdiže na koncertnu razinu. Želeći doprinijeti razvoju tehnike i napredovanju učenika metodički objašnjava učenje sviranje tambure kroz povijesno iskustvo učenja na drugim glazbalima te preporuča posebne vježbe za razvoj tehnike desne i lijeve ruke, solističkih skladbi ili bez pratnje.

## Nagrade
- Nagrada Vladimir Nazor za životno djelo (1991.)

- Nagrada grada Zagreba (1993.)

- Nagrada Boris Papandopulo Hrvatskoga društva skladatelja (1998.)

- Nagrada za životno djelo Hrvatskoga društva glazbenih i plesnih pedagoga (1998.)

- Festival hrvatske tamburaške glazbe - 13 zlatnih plaketa

- Tambura Paje Kolarića - 1 srebrna plaketa 2 zlatne medalje

## Odlikovanja
- odličje Reda Danice hrvatske s likom Marka Marulića (1995.)

- odličje Reda Danice hrvatske s likom Antuna Radića (1997.)